# 1506

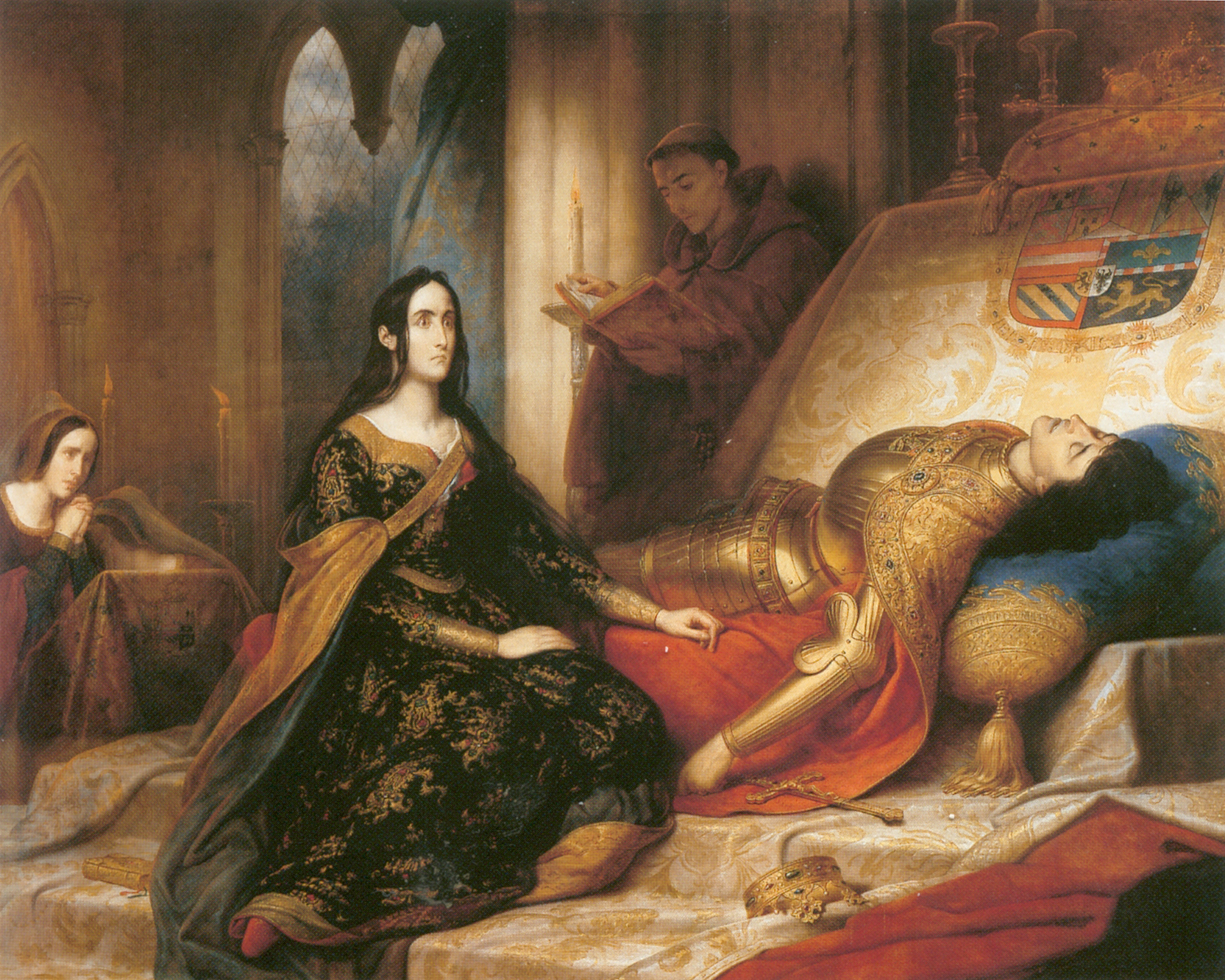
Johanna de Waanzinnige houdt het lijk van Filips de Schone bij zich na zijn dood

Het jaar 1506 is het 6e jaar in de 16e eeuw volgens de christelijke jaartelling.

## Gebeurtenissen
januari
- 10 - Filips de Schone reist af naar Castilië en laat het bestuur van de Nederlanden over aan Willem van Croy.
- 10 - De beroemde Laocoöngroep wordt teruggevonden bij het spitten van een wijngaard in Rome, vlak bij de Domus Aurea.
- 22 - Een groep van 150 Zwitserse huurlingen onder Kaspar von Silenen komt aan in Rome. Begin van de Zwitserse Garde.

februari
- 22 - Karel van Gelre maakt gebruik van het vertrek van Filips de Schone en verovert Wageningen.
- februari - Jobst I van Holstein-Schauenburg huwt Maria van Nassau-Siegen

maart
- 22 - Koning Ferdinand II van Aragon hertrouwt met Germaine van Foix.

april
- 18 - In aanwezigheid van Paus Julius II wordt de eerste steen gelegd voor de nieuwbouw van de Sint-Pietersbasiliek in Rome onder Bramante.

mei
- 1 - Graaf Edzard I van Oost-Friesland wordt uitgeroepen tot "Heer van Groningen".

juni
- 27en 28 - Concordaat van Villafáfila: Ferdinand II van Aragon accepteert dat Filips de Schone het regentschap over Castilië voor Johanna de Waanzinnige krijgt.

september
- 13 - Giampaolo Baglioni, heerser van Perugia, geeft zich over aan de troepen van paus Julius II

oktober
- 7 - Paus Julius II geeft een bul uit waarin hij Giovanni II Bentivoglio excommuniceert en de stad Bologna onder interdict plaatst om zo de macht van de Kerkelijke Staat te herstellen.

november
- 10 - Paus Julius II  en de pauselijke troepen bezetten met Franse steun Bologna.

zonder datum
- De Portugezen veroveren Socotra.
- De Universiteit van Urbino wordt gesticht.
- In Frankfurt (Oder) wordt de universiteit Alma mater Viadrina opgericht.
- Johannes Reuchlin publiceert Rudimenta linguae hebraicae.
- Juan Díaz de Solís en Vicente Yáñez Pinzón verkennen de kust van Nicaragua op zoek naar een doorvaart naar Indië.
- Tristão da Cunha ontdekt het eiland Tristan da Cunha.
- In de bul Cum tanto Divino probeert paus Julius II simonie en omkoping in de pausverkiezing tegen te gaan.
- Santiago de los Caballeros wordt verwoest door een aardbeving.
- paus Julius II keurt de regel van de Orde der Miniemen goed.

## Beeldende kunst

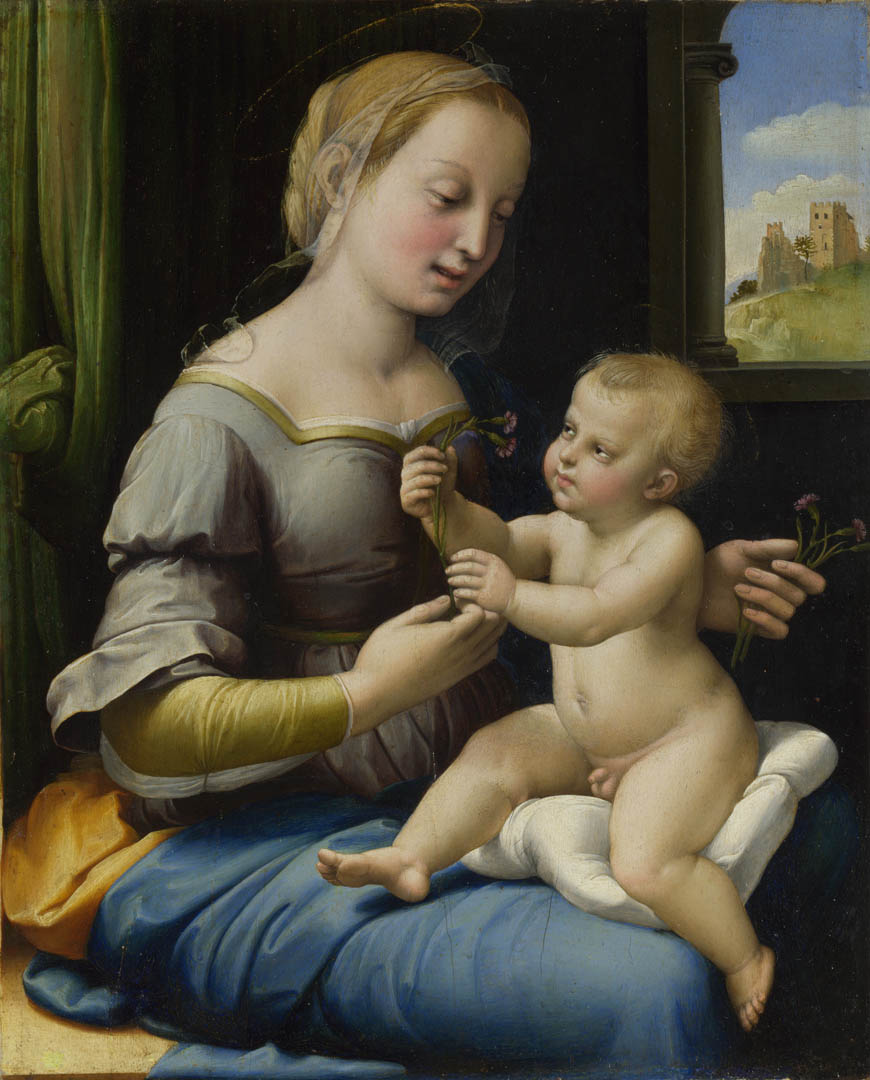
Rafaël Santi: Madonna met de anjer
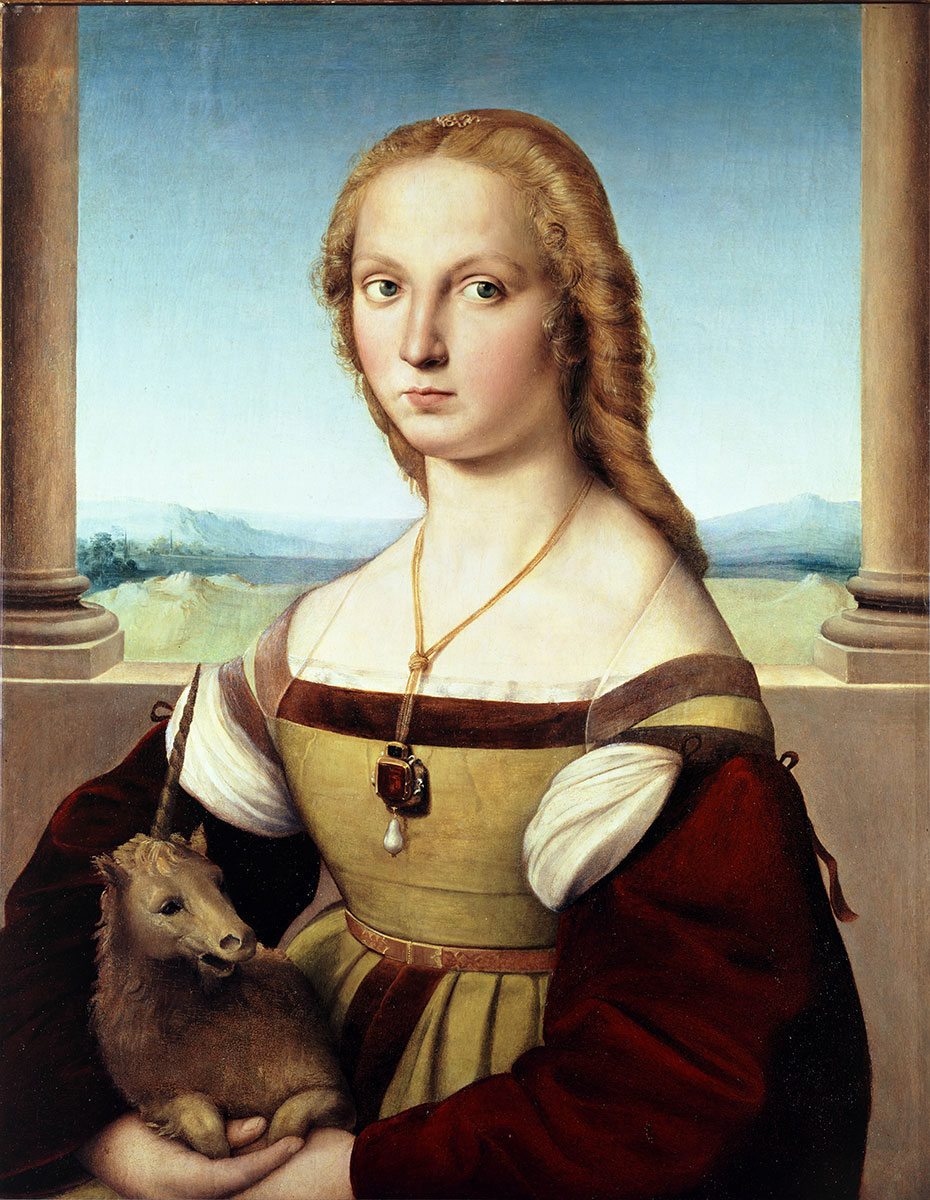
Rafaël Santi: De dame met de eenhoorn
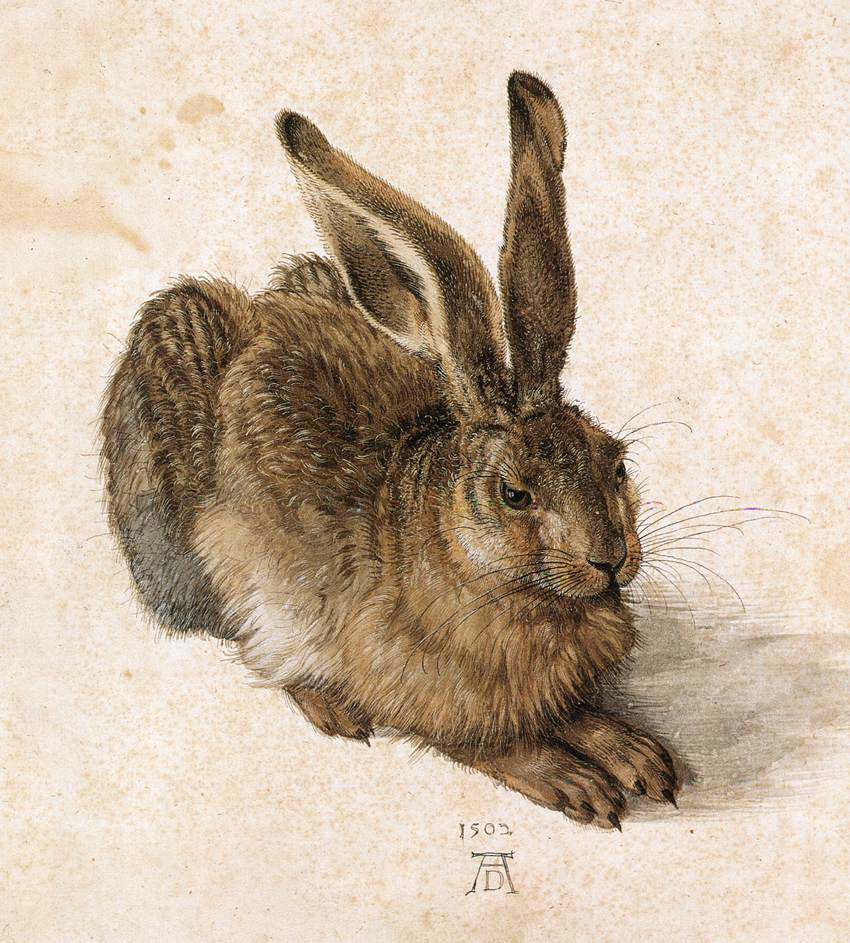
Albrecht Dürer: Haas
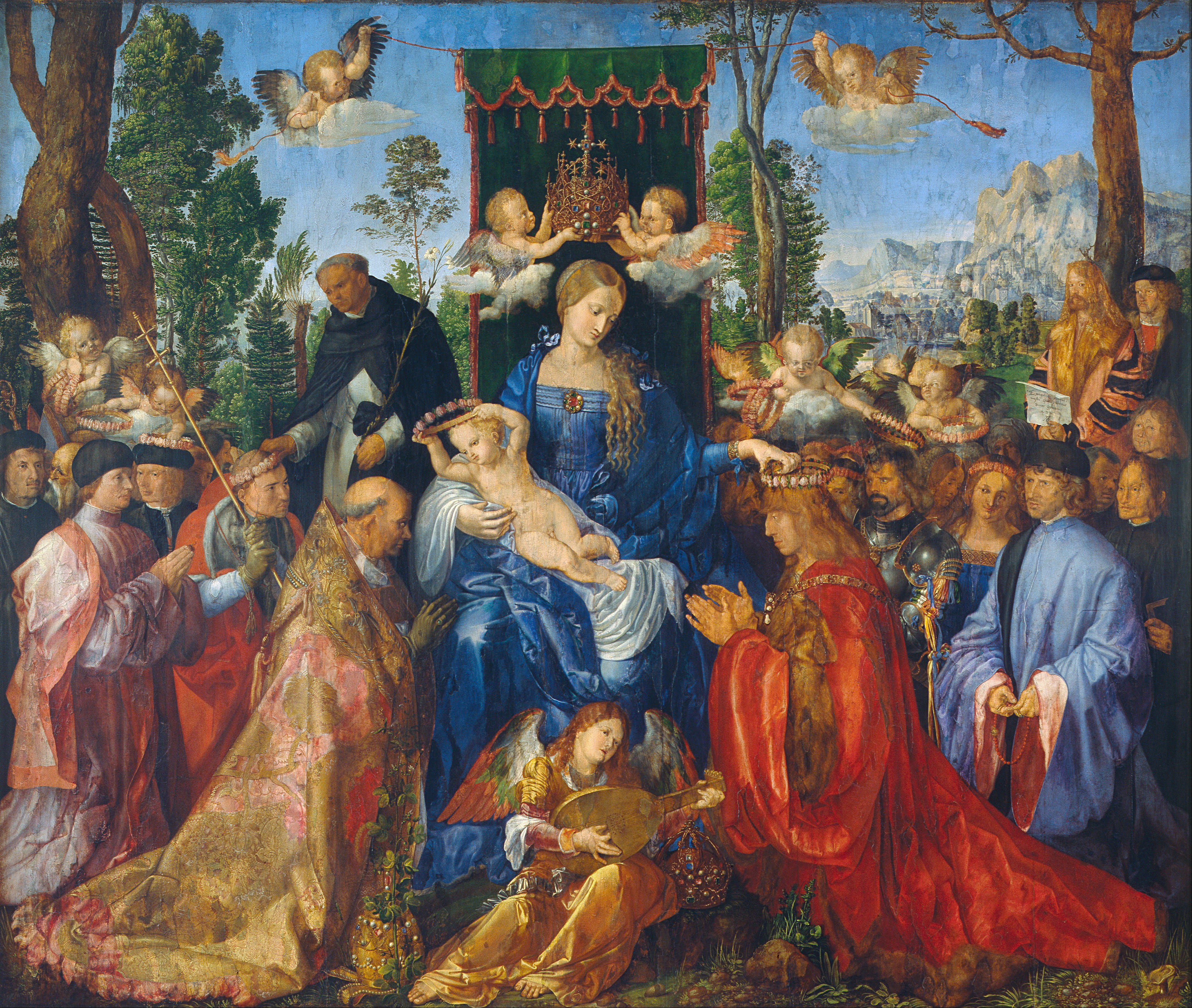
Albrecht Dürer: Het feest van de rozenkrans
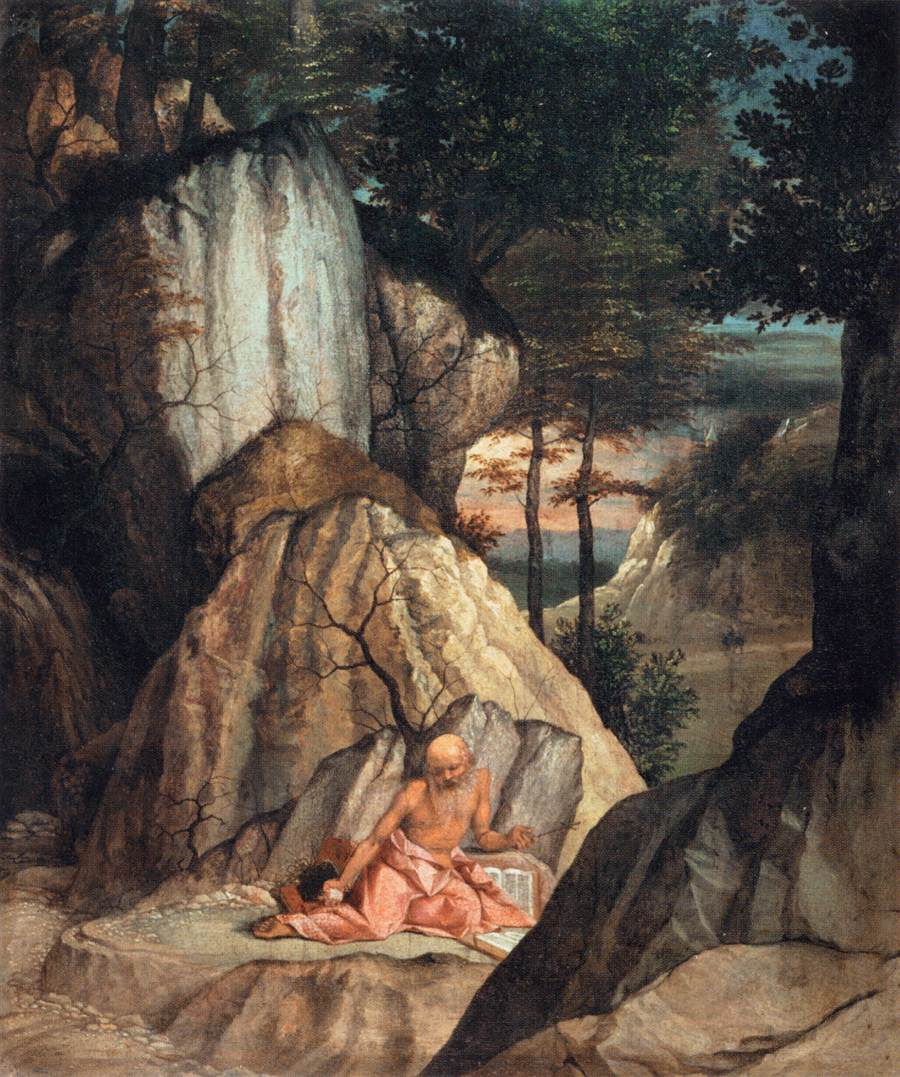
Lorenzo Lotto: De Heilige Hiëronymus

## Opvolging
- Castilië als regent voor Johanna - Johanna's echtgenoot Filips de Schone opgevolgd door haar vader Ferdinand II van Aragon
- Generalitat de Catalunya - Gonzalo Fernández de Heredia opgevolgd door Lluís Desplà i d'Oms
- Luik - Johan van Horne opgevolgd door Everhard van der Marck
- Nederlanden - Filips de Schone opgevolgd door zijn zoon Karel van Luxemburg onder regentschap van diens grootvader Maximiliaan I van Oostenrijk, waargenomen door diens dochter Margaretha van Oostenrijk als landvoogd
- Nevers en Eu - Engelbrecht opgevolgd door zijn zoon Karel II
- Polen en Litouwen - Alexander opgevolgd door zijn broer Sigismund I
- Ratibor - Nicolaas VII opgevolgd door Jan VI, op zijn beurt opgevolgd door Valentijn

## Afbeeldingen

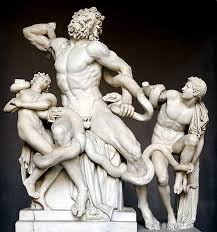
Laocoöngroep
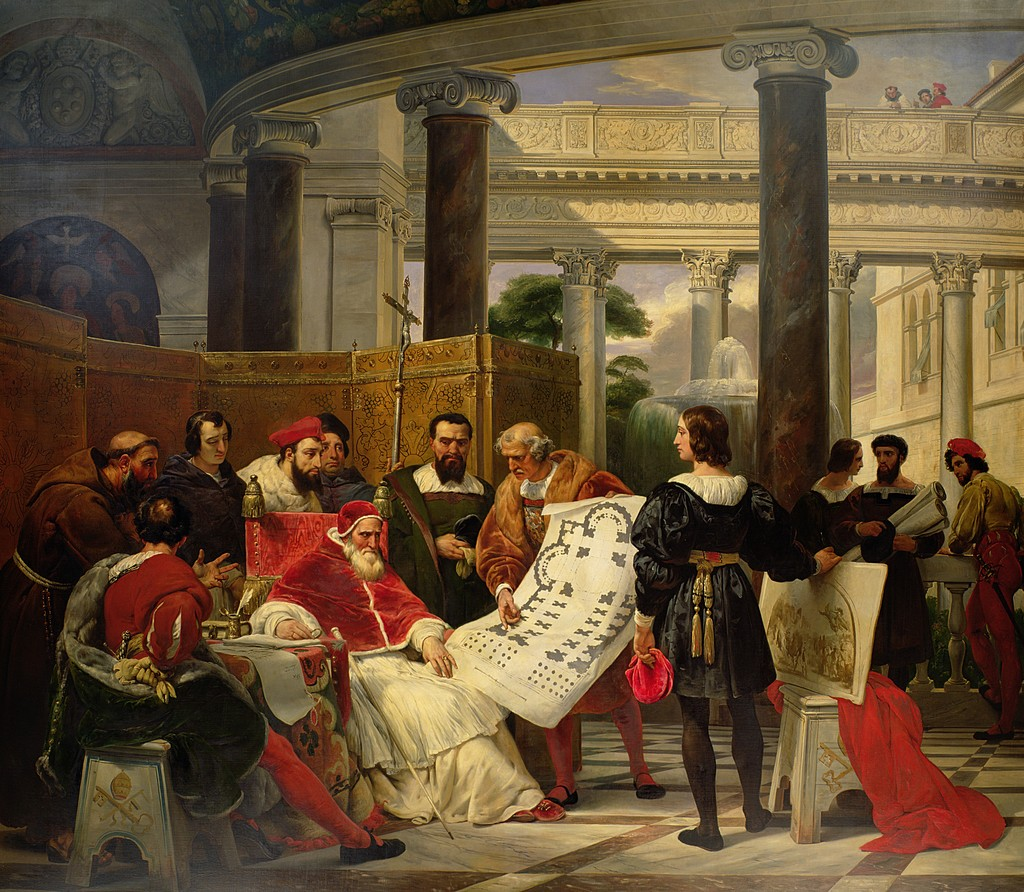
Paus Julius II geeft opdracht tot de bouw van de Sint-Pietersbasiliek
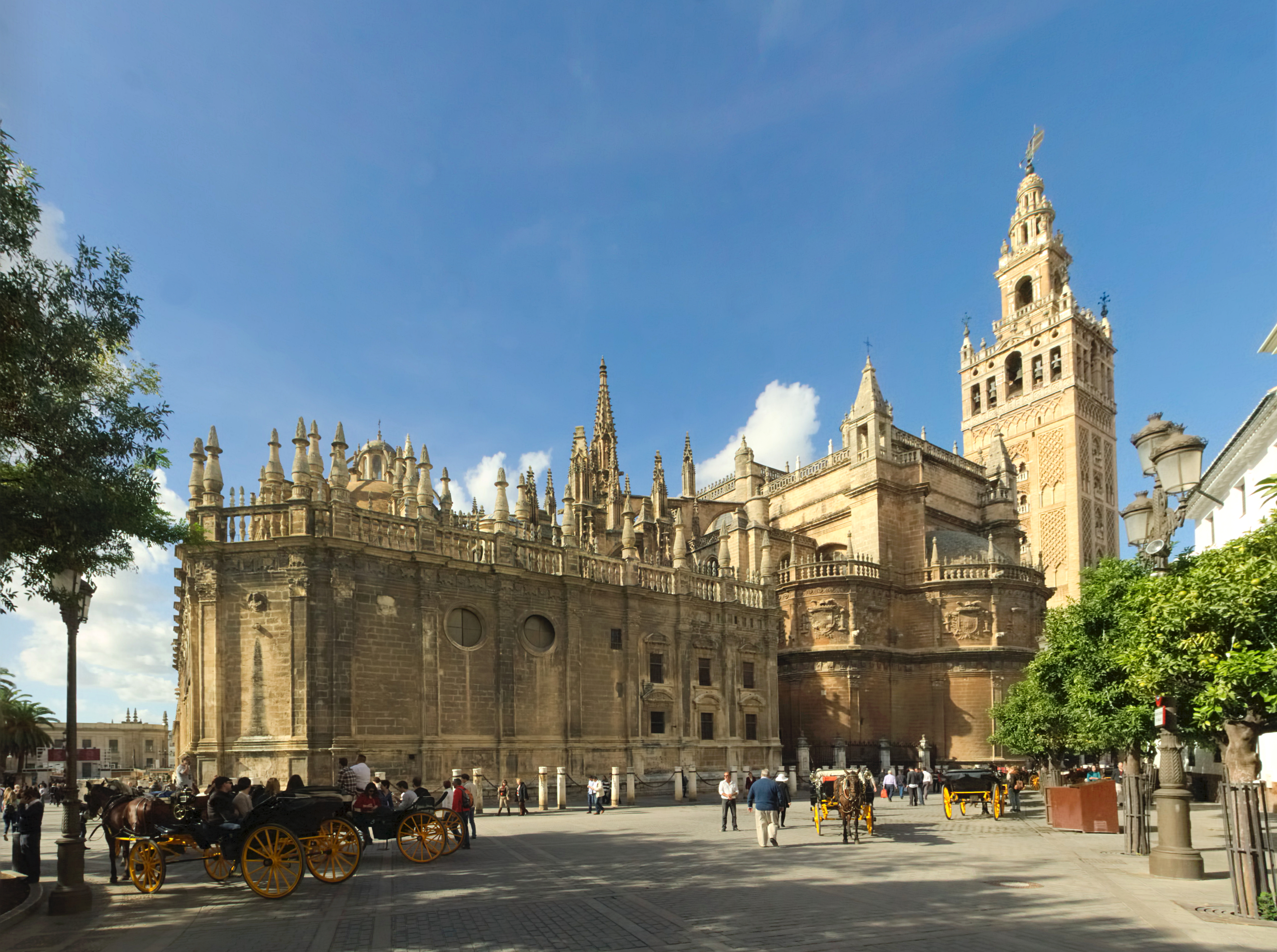
kathedraal van Sevilla (bouw voltooid 1506)
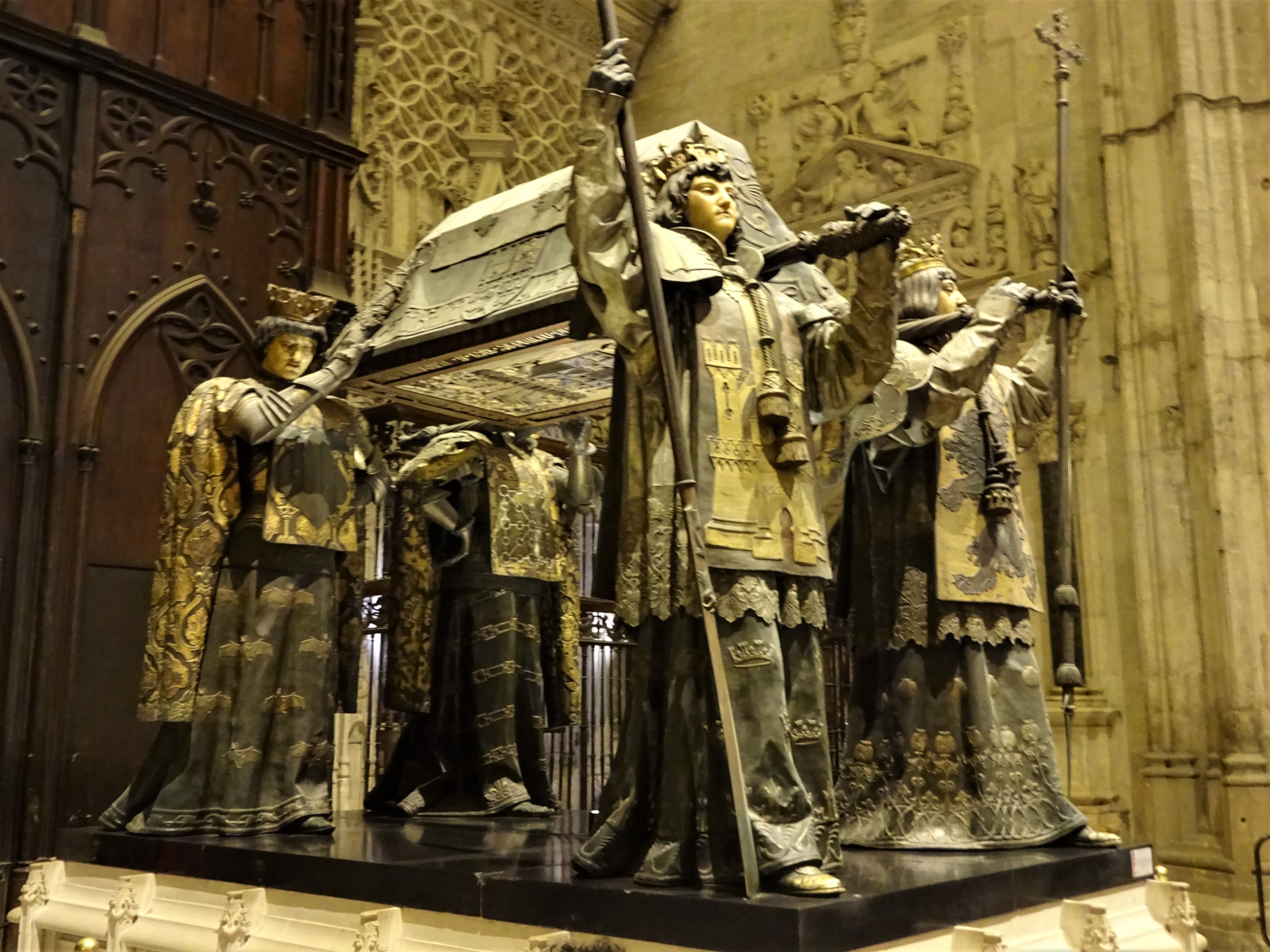
grafmonument van Columbus in de kathedraal van Sevilla
wereldkaart van Francesco Rosselli en Giovanni Matteo Contarini, 1506

## Geboren
- 15 februari - Juliana van Stolberg, Duits edelvrouw; moeder van Willem van Oranje (overleden 1580)
- februari - George Buchanan, Schots historicus en humanist
- 3 maart - Lodewijk van Beja, Portugees prins
- 7 april - Franciscus Xaverius, Spaans missionaris
- 13 april - Peter Faber, Frans theoloog
- 1 juli - Lodewijk II, koning van Hongarije en Bohemen (1516-1526)
- 4 oktober - Lê Chiêu Tông, kezier van Vietnam (1516-1526)
- oktober - Lodewijk van Blois, Zuid-Nederlands mysticus
- 4 december - Thomas Darcy, Engels hoveling
- Anayama Nobutomo, Japans samoerai
- Antonio d’Aragona, Italiaans edelman
- Nikolaus Federmann, Duits conquistador
- Jacob Hessels, Zuid-Nederlands jurist
- Johan I van Oost-Friesland, Duits edelman
- Sokollu Mehmet Paşa, Ottomaans generaal en staatsman
- William Paget, Engels staatsman
- Ruprecht van Palts-Veldenz, Duits edelman
- Jan van Renesse, Noord-Nederlands edelman
- Johannes Sleidanus, Luxemburgs diplomaat en historicus
- Cornelius Canis, Zuid-Nederlands componist (jaartal bij benadering)
- Karel van Croÿ, Zuid-Nederlands prelaat (jaartal bij benadering)
- Guilhelmus Lapidanus, Zuid-Nederlands humanist (jaartal bij benadering)
- Pierre Robert Olivétan, Frans humanist (jaartal bij benadering)

## Overleden
- 11 februari - Girolamo Della Torre (~61), Italiaans medicus
- 19 februari - Helena van Württemberg, Duits edelvrouw
- 20 mei - Christoffel Columbus (55), Genuees ontdekkingsreiziger
- 6 juli - Pierre Anchemant (~46), Bourgondisch staatsman
- 26 juli - Anna van Foix-Candale (~22), echtgenote van Wladislaus II van Bohemen
- 15 augustus - Alexander Agricola (60), Zuid-Nederlands componist
- 19 augustus - Alexander (45), koning van Polen (1501-1506) en grootvorst van Litouwen (1492/1499-1506)
- 26 augustus - Sesshu Toyo (~86), Japans schilder
- 6 september - Richard Guildford, Engels vlootcommandant
- 13 september - Andrea Mantegna (~75), Italiaans schilder
- 25 september - Filips de Schone (27), vorst van de Bourgondische Nederlanden (1482-1506), koning-gemaal van Castilië (1504-1506)
- 30 september - Beatrix van Portugal (76), Portugees prinses
- 21 november - Engelbrecht van Nevers (44), Bourgondisch edelman
- 29 november - Jan de Bastaard van Nassau (~71), Zuid-Nederlands edelman
- Oswald I van den Bergh (~63), Noord-Nederlands edelman
- Andrea Bregno (~88), Lombardisch beeldhouwer
- Chödrag Gyatso (~52), Tibetaans geestelijk leider
- Albrecht van Palts-Mosbach (~58), Duits edelman
- Sancha van Aragon
- Johannes Lupi, Zuid-Nederlands componist (jaartal bij benadering)

## Trivia
- De DLC "De verdwijning van Da Vinci" van Assassin's Creed: Brotherhood behandelt een (fictieve) kidnapping van Leonardo da Vinci in 1506.